# 곡성중앙초등학교
곡성중앙초등학교는 대한민국 전라남도 곡성군 곡성읍 읍내리에 있는 공립 초등학교이다.

## 학교 연혁
- 1910년 4월 5일 사립 통명학교 인가(現 곡성향교 양사재)
- 1911년 6월 22일 곡성공립보통학교 개교(설립인가 6월 11일)
- 1938년 4월 1일 곡성북공립심상소학교로 개칭
- 1940년 5월 22일 교사 신축 이전(읍내리 192)
- 1941년 4월 1일 곡성중앙공립국민학교로 개칭
- 1949년 9월 1일 곡성중앙국민학교로 개칭
- 1984년 3월 10일 병설유치원 개원
- 1996년 3월 1일 곡성중앙초등학교로 개칭
- 1998년 3월 1일 곡성동초등학교 본교로 통합
- 2004년 3월 1일 곡성서초등학교, 오곡초등학교 본교로 통합
- 2005년 3월 1일 교사 신축 이전(舊 곡성서초등학교)
- 2005년 3월 1일 압록분교장 본교로 통합, 병설유치원 폐원
- 2022년 1월 11일 제109회 졸업식(총 14,088명)
- 2022년 9월 1일 제31대 김갑용 교장 부임

## 학교 상징
- 교화 : 철쭉 - 거친 땅에서도 왕성하게 자라 화사하게 피는 꽃으로 함께 어우러져 피는 협동심, 순수한 마음을 상징
- 교목 : 소나무 - 비바람·눈보라의 역경 속에서도 늘 푸르름을 간직한 꿋꿋하고 변함없는 씩씩한 기상의 학생 상징
- 교색 : 녹색 - 평화, 안정, 지성, 승리를 의미하는 색으로 학생들의 필승의 신념과 의지로 성장해 감을 상징

## 참고 자료
- 곡성중앙초등학교 - 한국교육학술정보원 학교알리미